# Teluk Kepayang Pulau Indah
Teluk Kepayang Pulau Indah is een bestuurslaag in het regentschap Tebo van de provincie Jambi, Indonesië. Teluk Kepayang Pulau Indah telt 2065 inwoners (volkstelling 2010).